# Traité de Constantinople (907)
 (mars 2018).
Pour les articles homonymes, voir Traité de Constantinople.
Le traité de Constantinople de 907 est signé entre la Rus' de Kiev et l'Empire byzantin pour mettre fin à la guerre entre les Rus' et les Byzantins.

## Sources
Les informations disponibles sur le traité de 907 entre les Rus' et les Byzantins sont quelque peu contradictoires. Les Rus' parlent de ce traité dans leur Première Chronique. Celle-ci a été écrite, au cours du XIIe siècle et elle raconte l’histoire des Slaves à partir du VIIIe siècle. La Première Chronique est une compilation d’événements passés dont l’information a principalement été transmise oralement. Toutefois, ce traité n’a jamais été mentionné dans les sources grecques ni dans celles des byzantines. Il est donc difficile de confirmer si ce traité a réellement existé, d’autant plus que le traité signé en 911, entre ces deux mêmes peuples, apparaît quant à lui dans les sources des Rus' et des byzantines.

## Contexte

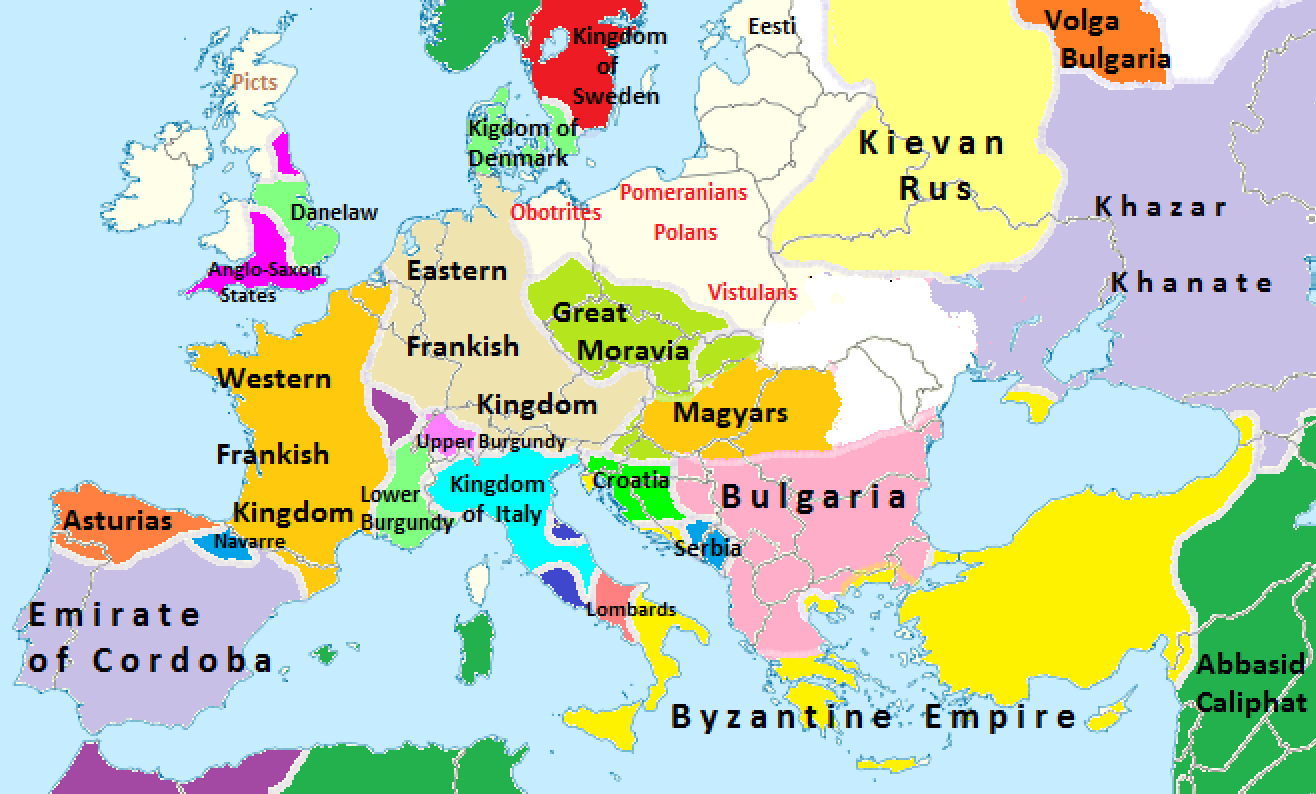
Carte de l'Europe vers 900 après Jésus-Christ.

Depuis les années 560, l’Empire byzantin a des liens avec des peuples slaves, tels les Bulgares et les Moraviens.
Certaines de ces rencontres ont des buts économiques, mais il ressort également des affrontements militaires. Pendant plusieurs siècles, ces peuples slaves étaient des ennemis des Byzantins, en particulier les Bulgares. Ces derniers se sont attaqués à plusieurs reprises aux Byzantins et ce, jusqu’en 1018, après leur soumission devant l’empereur byzantin Basile II, communément appelé le Bulgaroctone. Au cours du IXe siècle, les Moraviens ont demandé de l’aide à l’Empire byzantin afin de se défendre face aux Bulgares. Byzance a accepté d’aider la Moravie, d’autant plus que des liens économiques étaient auparavant présents entre ces deux peuples. Byzance en a alors profité pour envoyer, dans cette région, le prêtre Constantin, qui quelques années plus tard, allait s’appeler Cyril. Ce dernier a développé l’alphabet slave, l’alphabet cyrillique. Byzance a également introduit le christianisme orthodoxe dans la région, et c’est ainsi que l’orthodoxie s’est retrouvée dans les pays slaves. Grâce à cela, des Églises slaves, soumises au patriarche de Constantinople ont été établies en Moravie et en Bulgarie.
Depuis l’ascension au trône de Basile Ier, en 867, et ce jusqu’à la mort de Basile le Bulgaroctone en 1025, l’Empire byzantin a multiplié ses expéditions militaires sur les territoires avoisinants. Les Byzantins se sont attaqués à la Syrie, qui était alors sous le contrôle arabe, à la Palestine, aux Balkans et aux îles orientales de la Méditerranée. Ces conquêtes avaient pour but de reconquérir les territoires, qui auparavant, appartenaient à l’Empire romain et aussi, à renforcir leurs propres frontières. Les empereurs byzantins de la dynastie macédonienne, de Basile Ier à Basile le Bulgaroctone, ont permis que leur empire puisse s’enrichir afin qu’il devienne l’empire le plus puissant du monde. Cette dynastie macédonienne voulait accroitre la richesse nationale, faire des conquêtes militaires et voulait maintenir et agrandir le prestige du pouvoir impérial.
Les Rus' et les Byzantins ont eu, au cours de la première moitié du IXe siècle, des relations économiques et politiques. Par exemple, en 839, une ambassade envoyée par Constantinople à Louis le Pieux, empereur franc, comprenait dans ses rangs des Rus'. Les relations sont devenues un peu plus tendues, comme en témoigne le premier affrontement militaire entre les Rus' et les Byzantins dans les villes de Pont-Euxin et de la Bithynie, au milieu du IXe siècle, vers 860. Lors des cette rencontre, les Rus' se sont attaqués aux villes byzantines en faisant du pillage. Pour que cette situation cesse, les Byzantins leur ont offert des accords commerciaux. De plus, à la demande du patriarche de Constantinople, certains Rus' se sont convertis à l’orthodoxie à la fin de la campagne militaire de 860. D’autres agressions par les Rus' ont eu lieu plus tard et celles-ci se sont toujours réglées par des accords commerciaux plus avantageux les uns que les autres. Cela pourrait expliquer pourquoi les Rus' revenaient souvent à la charge pour attaquer le territoire byzantin.

## Personnages clés pour la signature du traité

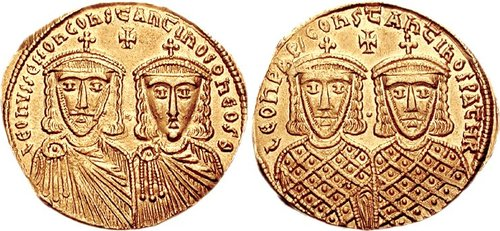
Léon VI a été l'empereur byzantin de 886 jusqu'à 912. Il a signé les traités de paix avec Oleg en 907 et 911.

Léon VI a été coempereur de 870 à 886 avant de devenir empereur byzantin à partir de 886, et ce jusqu'à sa mort en 912. Léon VI était le fils de Basile Ier. Dès le début de son règne (870), il s’attaque aux Bulgares et aux Arabes qui menaçaient l’Empire byzantin. L’empereur byzantin qui a signé le traité de 907 était Léon VI, dit le sage. Pour consolider son pouvoir, mais aussi sa lignée, Léon VI s’est marié à quatre reprises
En raison de ces nombreux mariages, Léon VI s’est mis le patriarche de Constantinople à dos, soit le chef de l’Église orthodoxe. Léon VI a eu un règne mouvementé. L’Empire byzantin a été attaqué par les Bulgares, par les Rus', au moins à deux reprises soit en 907 et 911, et par les Arabes. Léon VI, tout comme son père, Basile Ier, a érigé un code de lois qui se basait sur le Code de Justinien et qui permettait à l’empire de s’adapter aux changements de l’époque.

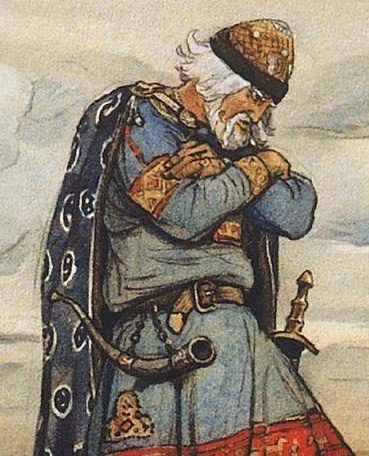
Oleg, Prince de Kiev et de Novgorod, était le prince des Rus' de 879 jusqu'à 912. Il est celui qui a mené les deux attaques des Rus' sur Constantinople, en 907 et 911. Selon la légende, Oleg aurait cloué son bouclier sur les portes de Constantinople, après le raid de 907.

Oleg était le Prince de Novgorod et était considéré comme le père fondateur de l’État Rus'. Sous son règne, à partir de 882, la ville de Kiev est devenue la capitale des Rus' et aussi le centre économique le plus important de la région. Oleg a profité de la montée du pouvoir politique et économique pour faire des traités avec l’Empire byzantin, comme en témoignent les traités de 907 et 911. De plus, Oleg a profité de la domination de Kiev pour s’emparer des territoires des tribus slaves situées aux alentours de la ville et du territoire des Polianes. Il s’est aussi emparé de la route « des Varègues aux Grecs », une route qui permettait de relier l’Europe du Nord à la ville de Constantinople. Cela a permis d’augmenter les relations entre les Rus' et les Byzantins, tant aux plans militaire, politique, qu’économique. De plus, les Rus', en prenant possession de cette route, devenaient les intermédiaires des Byzantins quant au commerce de l’Europe du Nord. C’est aussi sous le règne d’Oleg que les Rus' sont devenus un peuple stable et puissant en Europe orientale. Oleg était un païen et sous sa gouverne, les missionnaires byzantins ont cessé de tenter de convertir les Rus' au christianisme.

## Traité de 907
Oleg, en soumettant les peuples slaves situés aux alentours de Kiev, a réussi à avoir une armée assez importante et puissante pour effectuer des attaques sur Constantinople.
Les escarmouches ont été remportées par les forces Rus' aux dépens des forces byzantines. Cette bataille aurait toutefois été exagérée, puisque dans la Première Chronique, il est fait mention que Oleg, Prince de Novgorod et dirigeant de Kiev, avait cloué son bouclier sur les portes de la ville de Constantinople, en signe de triomphe. Les sources byzantines, quant à elles, ne parlent pas de cet affrontement. Pourtant il ressort clairement qu’il y a eu une bataille, puisque les Rus' ont obtenu un traité économique avantageux en 907, de même qu’en 911. Ce traité permettait de réguler la présence des marchands Rus', de même que le fait de prioriser les marchands de Kiev dans la ville de Constantinople. De plus, les Rus' ont obtenu de l’argent de la part de Léon VI afin que les incursions des Rus' puissent s’arrêter.

### Le texte
L'une des clauses centrales en est :

« Le prince russe défendra aux Russes qui viennent ici de faire aucun tort dans les villages de notre pays. Les Russes qui viendront resteront auprès de Saint-Mamas et l'empereur enverra des gens pour inscrire leurs noms: puis ils recevront un subside mensuel, d'abord ceux de Kiev, puis ceux de Tchernigov, puis ceux de Pereïaslav et des autres cités. Ils rentreront dans la ville par une seule porte, avec un agent de l'empereur, sans armes, par détachements de 50 hommes, et feront ensuite leur commerce à leur gré, sans payer aucun droit. »

## Répercussions
Avec la signature du traité de 907, certains Rus' se sont convertis à l’orthodoxie, comme la tsarine Olga en 957 et le Prince Vladimir en 988. Ce traité a aussi permis l’amélioration des relations diplomatiques entre les Rus' et les Byzantins puisque les Rus' servaient de mercenaires aux empereurs byzantins, qui en retour, donnaient plus de place aux marchands Rus' dans la ville. Avec ce traité, est également venue la conversion à l’orthodoxie des Rus'. Cette conversion au christianisme s’est manifestée quand Vladimir le Grand, Prince de Kiev, a épousé la fille de l’empereur byzantin au moment de sa conversion en 988. En devenant chrétien, Vladimir imposa l’orthodoxie à son peuple. Dès lors, le patriarche de Constantinople a envoyé des métropolites, c’est-à-dire des prêtres, dans la Rus' de Kiev afin d’enseigner le christianisme à la population. Grâce à cela, la civilisation Rus' a emprunté la culture, l’art, la littérature et les mœurs des byzantins et les a adaptées à la population Rus'.
Les Rus' et les Byzantins avaient donc établi des liens entre eux depuis le milieu du IXe siècle (860), quoique ces derniers fussent le plus souvent tendus. Ces relations se sont poursuivies lors du Xe siècle, avec les attaques des Rus' sur la ville de Constantinople, et ce en 907, en 941 et en 971. Pour faire cesser les attaques des Rus' sur l’Empire byzantin, les Byzantins ont conclu trois traités, soit de paix et économiques lors du Xe siècle, où les échanges commerciaux se sont renforcis. Ces traités ont été signés en 911, en 944 et en 971. Certaines personnes supposent que le traité de 911 n’est que la ratification du traité de 907. Les sources grecques ne mentionnent en aucun cas une bataille remportée par les Rus' en 907 ni la signature du traité durant cette même année. Les sources byzantines et Rus', quant à elles, mentionnent les affrontements militaires de 941, où le traité a été signé en 944, et celles de 971 où le traité a été signé durant cette même année. Et dans ces deux cas, les Byzantins ont précisé le fait qu’il y a eu une signature de traité entre les deux peuples. De plus, les Byzantins n’ont jamais mentionné Oleg, celui qui pourtant, a orchestré les raids de 907 en territoire byzantin. La campagne militaire d’Oleg serait pour certains, plus légendaire qu’historique. Au contraire, les Byzantins connaissaient Igor et Sviatoslav, les successeurs d’Oleg, qui eux, ont effectué respectivement, les incursions de 941 et de 971. Dans ces deux traités, des clauses spéciales sont précisées afin que les Rus' ne fassent plus d’incursions armées sur le territoire byzantin. Les Rus' ont donc profité de ces attaques répétées, qui à chaque fois, permettait d’obtenir des traités de plus en plus avantageux.